# Feuilleea petersiana
Feuilleea petersiana là một loài thực vật có hoa trong họ Cucurbitaceae. Loài này được (Bolle) Kuntze mô tả khoa học đầu tiên năm 1891.